# Elizabeth Holmes
Elizabeth Anne Holmes, född 3 februari 1984 i Washington, D.C., är en amerikansk entreprenör och dömd bedragare, som var grundare och CEO för Theranos. År 2015 var hon enligt tidskriften Time en av de 100 mest inflytelserika personerna i världen. Hennes förmögenhet uppskattades då av Forbes till nio miljarder dollar. Ett år senare uppskattades hennes förmögenhet till noll dollar efter anklagelser om bedrägeri. 
Den 3 januari 2022 åtalades Holmes för bedrägeri på fyra punkter. Maximistraffet för detta brott är 20 års fängelse. I november 2022 dömdes hon till 11 års fängelse och måste dessutom, tillsammans med sin före detta partner Ramesh ”Sunny” Balwani, betala 452 miljoner dollar i skadestånd till de drabbade patienterna. Holmes avtjänar sitt straff i Federal Prison Camp i Bryan i Texas.

## Biografi
Holmes är dotter till statstjänstemannen Christian Holmes IV och medarbetare i kongressutskotten Noel Dauost. Hon flyttade nio år gammal med familjen till Houston, Texas, på grund av omlokalisering av föräldrarnas arbeten. Hon studerade mandarin som barn och gick tre års sommarspråkkurser på Stanford University före sin studentexamen.
Under tiden på high school intresserade hon sig för programmering och startade där sitt första företag som sålde C++-kompilatorer för kinesiska universitet. År 2001 ansökte Holmes till Stanford University som forskare på ett stipendium för forskningsprojekt. Hon studerade där kemiteknik och använde stipendiet för att arbeta i ett laboratorium med doktorander och Channing Robertson, dekanus vid teknikutbildningen.
Efter sitt första år arbetade Holmes i ett laboratorium på Genome Institute of Singapore med tester för svår akut respiratorisk sjukdom (SARS) genom insamling av blodprover. Hon fick sitt första patent på ett elektroniskt depåplåster år 2003. Följande år lämnade hon Stanford School of Engineering och använde sina stipendiepengar som såddfinansiering för ett sjukvårdstekniskt företag.

### Företaget Theranos
Holmes grundade ursprungligen sitt företag i Palo Alto, Kalifornien för att erbjuda botemedel i realtid för att "demokratisera vården." Hennes mål var att göra hälsoinformation tillgänglig för alla människor när som helst, så att risken för sjukdomar och ohälsotillstånd kunde upptäckas tidigare. I april 2004 registrerade hon företaget som Theranos (en sammanslagning av "terapi" och "diagnos”). Holmes anställde då sin förste medarbetare och hyrde laboratorieutrymme.
Företagets första intäkter kom från kontrakt som Holmes etablerade med läkemedelsföretag för att utföra testning och andra kliniska prövningar. 
Holmes introducerades för förre ministern George P. Shultz och efter ett två timmars möte gick han in i Theranos' styrelse. Hon blev under de tre följande åren känd för att ha bildat "den mest briljanta styrelsen i USA:s företagshistoria". Hon drev Theranos i tysthet utan pressmeddelanden eller webbplats fram till september 2013, då företaget meddelade ett partnerskap med Walgreens för att införa lättillgängliga uppsamlingscentraler för blodprover. Med några få droppar blod från fingret skulle Theranos kunna göra 70 tester samtidigt och upptäcka allt från cancer till diabetes och könssjukdomar.
Den mediala uppmärksamheten ökade 2014 när Holmes avbildades på omslaget av Fortune, Forbes, The New York Times Style Magazine and Inc., som utsåg henne som "The Next Steve Jobs". Forbes hyllade Holmes som världens yngsta icke-arvtagerska miljardär och rankade henne 2014 som nr 110 på Forbes 400-lista. Theranos värderades då till 9 miljarder USD. I slutet av 2014 hade hon 18 amerikanska patent och 66 icke-amerikanska patent i sitt namn.
År 2016, efter en serie journalistiska och regulatoriska utredningar, som ifrågasatte sanningshalten i Holmes redovisning, tidrapporter, påbörjade åklagare utredningar om vilseledande av investerare och regeringen om företagets blodtestteknik. Slutsatsen drogs att Theranos teknik aldrig fungerat och resultaten som hade visats upp var fabricerade och gjordes delvis av maskiner från andra företag. Centers for Medicare and Medicaid Services förbjöd Holmes från att äga, driva eller leda ett diagnostiskt laboratorium under en period av två år. Företaget planerade att överklaga CMS:s beslut men som en del av en uppgörelse accepterade Holmes ett tioårigt förbud mot att tjänstgöra som tjänsteman eller direktör i ett börsnoterat företag och dessutom lämna tillbaka sina 18,9 miljoner aktier i företaget till dess styrelse.
Myndigheterna stängde så småningom ner verksamheten som de menade hotade patientsäkerheten och Holmes åtalades 2021 på elva olika punkter för bland annat bedrägeri och försök till bedrägeri genom att ha lurat investerare på stora summor pengar. År 2022 fälldes Holmes på fyra av åtalspunkterna, två fall av bedrägeri och två fall av försök till bedrägeri. Hon friades på fyra andra punkter som rör patientbedrägerier. Holmes dömdes till elva år och tre månader i fängelse. Tillsammans med sin före detta partner Ramesh ”Sunny” Balwani, dömdes hon även till att betala 452 miljoner dollar i skadestånd till de som drabbades av bluffen. Balwani dömdes i slutet av 2022 till 13 års fängelse.

### Privatliv
2003 inledde Holmes en relation med Ramesh ”Sunny” Balwani, som senare även kom att bli hennes affärspartner.
2019 gifte hon sig med William "Billy" Evans. I oktober 2021 föddes deras första barn. Holmes väntade deras andra barn när domen mot henne meddelades i november 2022.

## Uppmärksamhet
Efter granskningen av Theranos laboratoriekontroverser, benämnde Fortune Holmes som en av "världens mest misslyckade ledare" för 2016. Tidigare var Holmes listad i Fortunes "Business of the Year" och "40 Under 40"-listan. Hon utsågs av tidskriften TIME som en av de mest inflytelserika personerna i världen år 2015. Hon fick "Under 30 Doers"-priset från Forbes och rankades 2015 på deras lista över de "mäktigaste kvinnor". Hon utsågs också till "Årets kvinna" av Glamour. Holmes tilldelades 2015 också Horatio Alger Award, som den yngsta mottagaren i prisets historia.
Historien om Elizabeth Holmes och Theranos har porträtterats i dokumentären The Inventor: Out for Blood in Silicon Valley (2019) på streamingstjänsten HBO. Historien blev även en miniserie på Hulu i form av The Dropout där Holmes porträtteras av Amanda Seyfried.